# T-45蒼鷹教練機
T-45蒼鷹教練機是美國麥克唐納-道格拉斯公司以英國航太系統的鷹式教練機研發而來的海軍航空母艦訓練用教練機

## 設計結構
T-45蒼鷹雖以鷹式為基礎而外表也差不多，但為顧及美國海軍的要求:
- 機翼前緣加上電動油壓驅動的襟翼以便在降落時伸出去產生更多昇力，內部結構重新設計和強化
- 起落架重新設計以承受更大的衝擊力，前起落架是雙輪並加上拖桿
- 後機身兩側加上減速板
- 後機身下方加上尾鈎並強化結構

## 基本資料
- 載員:2名
- 全長:11.99米
- 翼展:9.39米
- 機高:4.08米
- 機翼面積:17.7平方米
- 空重:4,460公斤
- 最大起飛重:6,387公斤
- 最快時速:1,038公里/小時
- 航程:1,288公里
- 昇限:12,950米

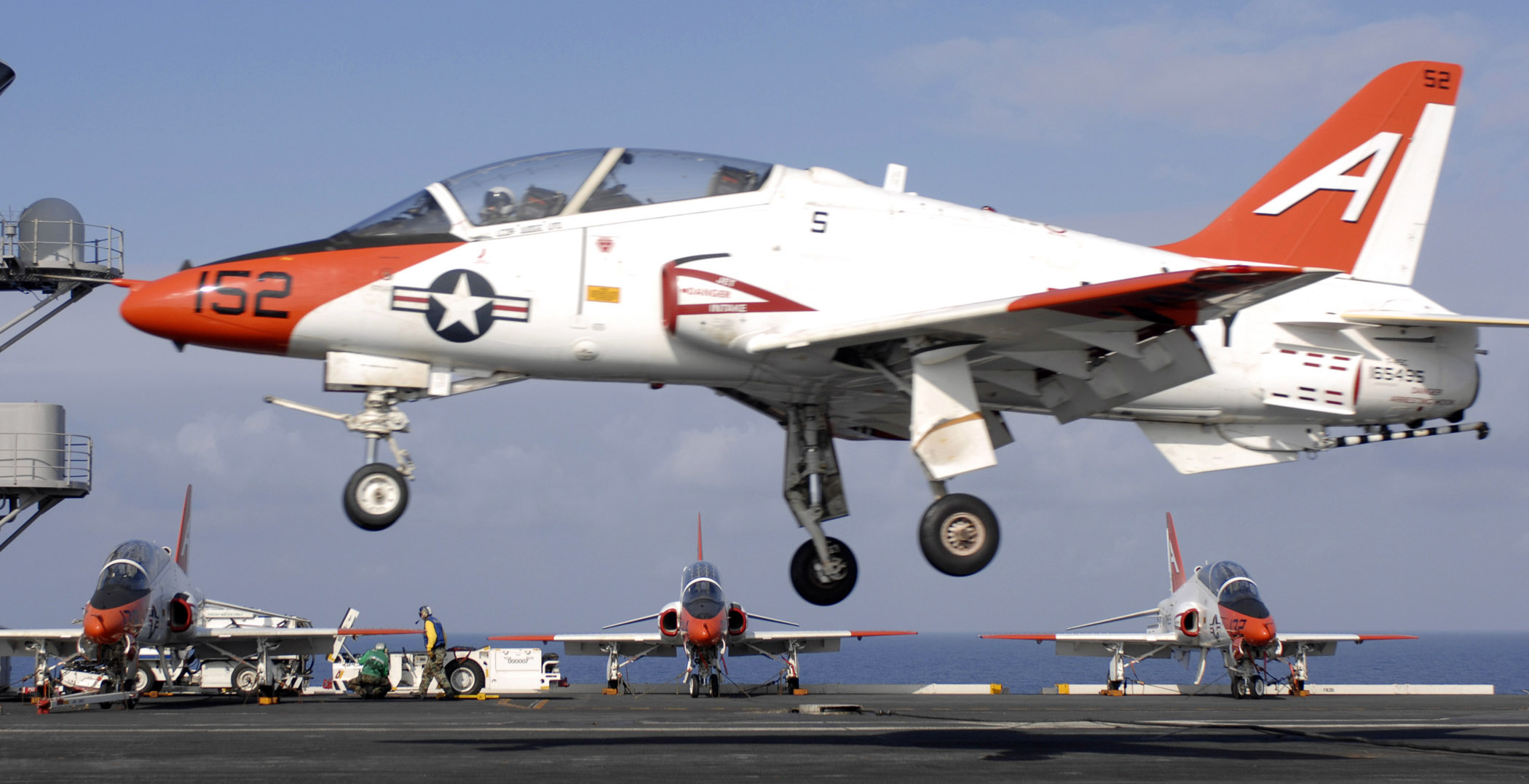
正於航空母艦降落的T-45

- 發動機:一具英國勞斯萊斯阿都F405噴射發動機(推力=26千牛頓)
- 武裝:無固定武裝

## 使用國家
- 美国